# 量子線路

執行量子位元傳傳輸的線路。 該線路由量子閘和測量組成。測量是一種量子現象，在經典電路中不會發生。

量子線路或沿用古典稱呼而稱作量子電路，是在抽象概念下，對於量子資訊儲存單元（例如量子位元）進行操作的線路。組成包括了於量子資訊儲存單元、線路（時間線），以及各種邏輯閘；最後常需要量子測量將結果讀取出來。電路需要能夠對量子位元執行以實現量子計算的最小操作集被稱為迪文森佐準則（DiVincenzo's criteria）。
編寫電路時，水平軸是時間，從左側開始並在右側結束。水平線是量子位元，雙線代表經典位元。由這些線連接的項目是在量子位元上執行的操作，例如量子閘和測量。這些線定義了事件的順序，通常不是實體電纜。
量子線路元件的圖形描述是使用潘洛斯圖形符號 (Penrose graphical notation)的變體來描述的。理查德·費曼 (Richard Feynman) 在1986年使用了量子線路符號的早期版本。

## 接線
不同於传统電路是用金屬線所連接以傳遞電壓訊號或電流訊號；在量子線路中，線路是由時間所連接，亦即量子位元的狀態隨著時間自然演化，過程中是按照漢密頓算符的指示，一直到遇上邏輯閘而被操作。
實際上在以物理系統實踐量子計算機時，需要透過轉換，成為實際上的操作方式。例如在核磁共振量子電腦，就需要轉換成射頻，或者射頻搭配梯度磁場的磁振脈衝序列。

## 邏輯閘
量子邏輯閘可以分為針對單一量子位元的操作，或者是使兩個位元發生互動關係。列舉如下：

### 單一位元操作
- 量子反閘（ (quantum) NOT gate）
- 相位偏移閘（phase shift gate）
- 旋轉閘（rotation gate）：旋轉閘為最廣義的單位元邏輯閘，事實上可以包括相位偏移閘、反閘等特例。

### 雙位元操作
- 受控反閘（controlled NOT gate）
- 受控相位偏移閘（controlled phase shift gate）
- 互換閘（swap gate）

### 邏輯閘通用性
事實上，任一種量子線路邏輯閘可以由單一位元邏輯閘與雙位元邏輯閘的結合運用所組成，這稱為邏輯閘通用性（universality of logic gates）。基於這個機制，可以利用旋轉閘和受控反閘組出對三個以上位元的操作。